# Стецюк Оксана Василівна
Оксана Василівна Стецюк' (*17 червня 1977, c. Йосипівка Буського району Львівської області) — український географ, доцент, кандидат географічних наук.

## Освіта
- Закінчила Олеську середню школу смт. Олесько Буського району Львівської області.
- Навчалася у Малій Академії наук при Львівському державному університеті імені Івана Франка. Переможець обласних олімпіад з географії серед школярів Львівщини.
- У 1994 р. поступила на географічний факультет Львівському державному університеті імені Івана Франка, закінчила навчання у 1999 р. з дипломом з відзнакою.
- Впродовж 1999–2003 рр. навчалася в аспірантурі університету на географічному факультеті (спеціальність 11.00.02 — «економічна та соціальна географія») спочатку на денній, а потім на заочній формі навчання.
- 2002–2004 р. — закінчила із червоним дипломом магістратуру Львівського регіонального інституту державного управління Національної Академії державного управління при Президентові України, спеціальність — «державне управління».
- У листопаді 2006 р. захистила кандидатську дисертацію на тему «Туристичний комплекс Карпатського регіону України: структура та територіальна організація» (спеціальність 11.00.02 — «економічна та соціальна географія»).

## Кар'єра
В 2000–2002 рр. працювала на посаді головного спеціаліста відділу розвитку рекреаційних зон та курортів в управлінні курортів та туризму Львівської обласної державної адміністрації.
Брала участь у реалізації різноманітних міжнародних проектів з розвитку рекреаційно-туристичної галузі Західного регіону України.
В 2003–2004 рр. працювала за сумісництвом асистентом кафедри географії України географічного факультету ЛНУ Івана Франка. З 1 вересня 2004 р. працює на постійній основі на кафедрі географії України (спочатку на посаді асистента, з 1 вересня 2010 р — доцент).
У вересні 2012 р., присвоєне вчене звання «Доцент кафедри Географії України»
Член Національне агентство із забезпечення якості вищої освіти

## Професійні стажування
- червень-серпень 2003 р. — у відділі нормативно-правового та кадрового забезпечення, Державної туристичної адміністрації України (м. Київ);
- вересень-жовтень 2002 р. — США, штат Нью-Йорк, стажування у рамках програми «Громадські зв'язки» (Державний департамент США, Бюро з питань освіти та культури), вивчення американського досвіду у сфері туризму і рекреації;
- 2008/2009 н. р. — кафедра туризму Економічного Університету в Кракові (Республіка Польща);
- травень 2009 р. — відділ промоції Міської ради м. Кракова.

## Відзнаки
Відповідно до наказу голови Державної туристичної адміністрації України від 7 березня 2002 р. № 71 присвоєно звання «Почесний працівник туризму України».

## Основні наукові праці
- Стецюк О. В. Готельне господарство Львова: сучасні тенденції розвитку / О. В. Стецюк // Вісн. Львів. ун-ту. Сер. геогр. — 2012. — Вип. 40. Ч. 2. — С. 281–287.

- Стецюк О. В. Суспільно-географічний аналіз розвитку сільського зеленого туризму в Івано-Франківській області / О. В. Стецюк // Вісн. Львів. ун-ту. Сер. міжнар. відносини. — 2012. — Вип. 29. — С. 217–222.

## Навчальні посібники
- Рутинський М. Й., Стецюк О. В. Музеєзнавство: Навч. посіб. — К.: Знання, 2008. — 428 с.
- Рутинський М. Й., Стецюк О. В. Туристичний комплекс Карпатського регіону України: Навч. посіб. — Чернівці: Книга-ХХІ, 2008. — 440 с.

## Інші публікації
- Стецюк О. В., Гамкало Н. В., Яворська І. Ю., Кахновець О. І., Волошин О. П., Лозинська О. Я. «50+1. Туризм і відпочинок. Інвестиційні пропозиції Львівської області». Збірник інвестиційних пропозицій. Львів, 2002. 64 с.
- Стецюк О. В. Туристичний комплекс Карпатського регіону України: структура та територіальна організація. Автореф. дис. на здоб. наук. ступеня к.геогр.н. за спец. 11.00.02. ЛНУ, 2006. 20 с.
- Стецюк О. В. Навчально-методичні матеріали з курсу «Географія туризму країн Європи». Львів: Фенікс, 2008. — 28 с.
- Сторінки життя і діяльності знаних людей Олеського краю: Науково-історичне-краєзнавче видання / укладачі: С.П.Позняк, О.В.Стецюк. - Львів: Простір-М, 2016. - 168 с.

## Електронні джерела
- Стецюк Оксана Василівна
- Географічний факультет ЛНУ ім. І.Франка